# Hans Battista
Hans Battista (* 13. März 1915 in Wien; † 25. September 1995 ebenda) war ein österreichischer Mediziner und SS-Führer.

## Leben
Battista absolvierte ein Studium der Medizin und promovierte 1939 an der Universität Wien zum Dr. med.
Während seiner Schul- und Ausbildungszeit wurde er 1932 Mitglied der Hitlerjugend (HJ) und ein Jahr später des NS-Studentenbundes (NSDStB). 1934 trat er der SA bei und wechselte von dort noch im Oktober desselben Jahres zur SS (SS-Nummer 300.011). Am 23. Juni 1938 beantragte er die Aufnahme in die NSDAP und wurde rückwirkend zum 1. Mai desselben Jahres aufgenommen (Mitgliedsnummer 6.274.091).
Nach Beginn des Zweiten Weltkrieges war er ab April 1940 als Referent in der Abteilung Erb- und Rassenpflege im Hauptgesundheitsamt der Gemeindeverwaltung des Reichsgaues Wien tätig. Im März 1941 wurde er zur Waffen-SS eingezogen und war nach dem Überfall auf die Sowjetunion als SS-Arzt im Stab der Einsatzgruppe B eingesetzt, die für den Mord an über 100.000 Menschen verantwortlich war. Im September 1941 wohnte er in Mogilew der versuchsweisen Ermordung Geisteskranker mittels Autoabgasen bei.
Ende 1943 wurde er von der Einsatzgruppe B ans Kriminalmedizinische Zentralinstitut der Sicherheitspolizei nach Wien versetzt. Battista, der 1944 bis zum SS-Hauptsturmführer aufstieg, war Träger des Goldenen HJ-Abzeichens und des Kriegsverdienstkreuzes II. Klasse.
Nach Kriegsende befand sich Battista in Kriegsgefangenschaft. Später war er als Arzt und Prokurist für das österreichische Unternehmen EBEWE Pharma tätig.